# 日本国憲法の施行に伴う刑事訴訟法の応急的措置に関する法律
日本国憲法の施行に伴う刑事訴訟法の応急的措置に関する法律（にほんこくけんぽうのせこうにともなうけいじそしょうほうのおうきゅうてきそちにかんするほうりつ、昭和22年4月19日法律第76号）は、日本国憲法の施行に伴い、当時の刑事訴訟法（大正11年法律第75号）を同憲法の規定に沿うよう、応急的措置を行った法律である。

## 沿革
日本の降伏の後、1946年（昭和21年）6月20日に第90回帝国議会へ提出された大日本帝国憲法の改正草案は、基本的人権に関する様々な新しい規定が設けられていたが、特に刑事手続については連合国軍最高司令官総司令部の意向により、これまでの大日本帝国憲法とは著しく異なる、英米法の影響が強い手厚い人権保障規定が設けられることになった。しかし、当時の刑事訴訟法（大正11年法律第75号）は大日本帝国憲法下で定められたものであったため、ドイツ法の影響が強い大陸法系の刑事訴訟法で、権力主義的傾向を有しており、新憲法とは全く適合するものではなかったことから、その全面的改正は不可避であった。
司法省としては、新憲法に整合する新刑事訴訟法を新憲法と同時に施行するつもりであった。そのため、第90回帝国議会に憲法改正草案が提出された後、1946年（昭和21年）7月9日に司法大臣の諮問機関として司法法制審議会を設置して新刑事訴訟法について審議させ、同年9月11日に改正要綱案の答申を受けた。その後、内閣の臨時法制調査会において、同年10月22日又は24日に改正要綱案がそのまま改正法案要綱として採択答申された。
司法省はこの改正法案要綱を元に改正法案の作成に着手し、第92回帝国議会に提出する準備を進めていた。しかし、提出前に連合国軍最高司令官総司令部から極めてアメリカ法に近い改正案が提示されてしまい、一からの見直しが必要となった。さらに、同司令部が示した同改正案が極めてアメリカ的なものであり、日本の法制度との整合性が考慮されていないものであったため、同司令部と内容について交渉を行わざるを得ず、改正の根本となる方針がなかなか定まらなかった。また、当時は新刑事訴訟法と一体として運用される検察庁法及び裁判所法が成立したばかりで、警察法は未だ成立しておらず、これらの法律との整合性を考慮する必要もあった。
このような事情から、司法省は従来の方針を変更し、新憲法の施行に合わせた新刑事訴訟法の施行は諦めることとした。とはいえ、新憲法の規定上、旧刑事訴訟法に何ら手を加えないということは許されないので、新刑事訴訟法の制定まで、新憲法の施行にどうしても必要な最小限度の規定を選び、これに応急措置的な改正を加えるため、国会の会期末に間に合うよう急場しのぎのために緊急で定められたのが本法である。次のとおり、本法の衆議院での審議における政府側の趣旨説明においても、本法は極めて簡単かつ不完全なものであるが、裁判官・捜査官の健全な常識による運用に期待する旨の説明がなされている。

## 内容

### 弁護権の強化
- 身体の拘束を受けた被疑者の弁護人選任権を認めた（第3条）。旧刑事訴訟法下においては起訴後被告人となってからでなければ弁護人を選任することは認められていなかった。また、引致された被疑者・被告人に対しては、直ちに犯罪事実の要旨及び弁護人を選任できる旨を告げなくてはならないとされた（第6条第1項）。これらは、日本国憲法第34条が「何人も…直ちに弁護人に依頼する権利を与へられなければ、抑留又は拘禁されない。」と定めているところによる[7]。
- 被告人が貧困その他の事由により弁護人を選任出来ないときは、裁判所は被告人の請求により、被告人のために弁護人を付さなければいけないものとされた（第4条）。いわゆる国選弁護人について定めた規定である。これは、日本国憲法第37条第3項が「刑事被告人は、いかなる場合にも、資格を有する弁護人を依頼することができる。被告人が自らこれを依頼することができないときは、国でこれを附する。」と定めているところによる[7]。
- 勾留中の被疑者・被告人の申立てがあった場合には、裁判所は直ちに被疑者・被告人及びこれらの者の弁護人の出席する公開の法廷でその理由を告げなければならないものとされた（第6条第2項）。いわゆる勾留理由開示について定めた規定である。これは、日本国憲法第34条が「何人も、正当な理由がなければ、拘禁されず、要求があれば、その理由は、直ちに本人及びその弁護人の出席する公開の法廷で示されなければならない。」と定めているところによる。

### 捜査機関の権限の制限
捜査機関である検察官・司法警察官が捜査のために強制処分を行う場合、原則として裁判官の発する令状によらなければならなくなった。具体的には、検察官・司法警察官から勾引状・勾留状の発布権限を剥奪し（第7条第1項）、押収・捜索・検証には裁判官の発する令状が必要となった（同条第2項）。また、身体検査・解剖・物を破損する必要のある鑑定を命ずることができなくなった（同条第3項）。
これは、日本国憲法第33条が「何人も…権限を有する司法官憲が発し、且つ理由となつてゐる犯罪を明示する令状によらなければ、逮捕されない。」とし、日本国憲法第35条が「何人も、その住居、書類及び所持品について、侵入、捜索及び押収を受けることのない権利は…正当な理由に基いて発せられ、且つ捜索する場所及び押収する物を明示する令状がなければ、侵されない。」「捜索又は押収は、権限を有する司法官憲が発する各別の令状により、これを行ふ。」と定めているところによる。
なお、これらの定める「司法官憲」の解釈について当時議論があった。すなわち、新憲法上の文言は「裁判官の発する令状」ではなく「司法官憲が発する令状」なので、検察官が「司法官憲」に当たるとの解釈も有り得ることから、旧刑事訴訟法で認められていた要急事件における検察官の令状発布権限は新憲法下でも認められるのではないかというものである。本法においては、慎重を期するとして「司法官憲」を裁判官に限定することとされた。
このように捜査機関の権限を制限した結果、旧刑事訴訟法下では、たまたま逃亡中の殺人犯に遭遇した場合、予防検束を行って拘束して捜査を進めていたが、これが認められなくなった。そこで、死刑・無期懲役又は長期3年以上の禁錮又は懲役を犯したことを疑うに足る十分な理由がある場合で、令状を得る暇がない場合に例外的に許される緊急逮捕が代替手段として設けられることとなった（第8条第2号）。この制度は、凶悪犯罪の抑止という公共の福祉上の必要性と、逮捕行為の継続中に令状を得る手続を経ることから新憲法第33条第1項には反しないものと整理されており、現在の刑事訴訟法でも採用されている（現行刑事訴訟法第210条）。

### 予審の廃止
予審はこれを行わないこととされた（第9条）。予審は非公開の手続であり、また、その審理に長時間を要するため、日本国憲法第37条第1項が「すべて刑事事件においては、被告人は、公平な裁判所の迅速な公開裁判を受ける権利を有する。」と定めているところに抵触するためとされる。なお、本法施行時に予審に係属している事件は、本法施行と同時に当然に地方裁判所の公判に係属することとされた。

### 公判中心主義の徹底
被告人が直接証人等を尋問する権利を認めた（第11条第2項）。旧刑事訴訟法下では、被告人は裁判長に必要事項について尋問を請求し、裁判長がその請求によって尋問する制度であった。また、証人等の調書は、被告人の請求が有るときは供述者・作成者の尋問の機会を被告人に与えなければ証拠とすることができないとされた（第12条）。
これらは、日本国憲法第37条第2項が「刑事被告人は、すべての証人に対して審問する機会を充分に与へられ…る。」と定めるところによる。旧刑事訴訟法下でも直接審理の原則は採用されていたが、実際には著しく書面審理に重点が置かれていた。本規定により、被告人が知らない間に作成された調書がそのまま証拠になるようなことがなくなるものと考えられた。

### 上告審の法律審化
- 量刑不当（旧刑事訴訟法第412条）・重大な事実誤認（同法第414条）等の理由による上告を廃止し（第13条2項）、上告裁判所において事実の審理を行わないこととされた（第16条）。これは、上告裁判所の法律審としての性格を明らかにしたものとされる。従前の大審院のように広範な上告理由を認めて事実審理を行っていると、最高裁判所の負担が大きすぎ、新憲法の期待する正確に沿わないためとされている[7]。
- 特別上告（第17条）・特別抗告（第18条）の制度が設けられた。これは、日本国憲法第81条が「最高裁判所は、一切の法律、命令、規則又は処分が憲法に適合するかしないかを決定する権限を有する終審裁判所である。」と定めていることから、下級裁判所が憲法の解釈について判断を下した場合には、通常不服を申し立てられない場合でも最高裁判所に判断を仰ぐ方法を設けておく必要があるためとされている[7]。

## 失効
本法は、沿革のとおり新刑事訴訟法制定までの応急措置としての時限法として制定され、当初は1948年（昭和23年）1月1日からその効力を失うと定められていた（附則第2項）。
しかし、新刑事訴訟法の制定の遅れに伴い、裁判官の報酬等の応急的措置に関する法律等の一部を改正する法律（昭和22年法律第198号）により同年3月15日まで、昭和二十二年法律第六十五号（裁判官の報酬等の応急的措置に関する法律）等の一部を改正する法律（昭和23年法律第10号）により同年7月15日まで、日本国憲法の施行に伴う刑事訴訟法の応急的措置に関する法律の一部を改正する法律（昭和23年法律第102号）により1949年（昭和24年）1月1日まで順次延伸された。
最終的に本法は、1949年（昭和24年）1月1日の新刑事訴訟法の施行に伴って失効した。ただし、刑事訴訟法施行法（昭和23年法律第249号）に経過措置が設けられている。